# Лудвиг II Валподе фон дер Нойербург
Лудвиг II Валподе фон дер Нойербург (на немски: Ludwig II Walpode von der Neuerburg; † сл. 1288) е благородник, валпод (управител) на замък Нойербург до Нидербрайтбах в Рейнланд-Пфалц.

## Произход и наследство
Той е син на Лудвиг фон дер Нойербург († сл. 1246) и внук на Рорих фон дер Нойербург († сл. 1227). Правнук е на Ламберт фон дер Нойербург († сл. 1216) и роднина на Ламберт Мударт Валподе фон дер Нойербург († сл. 1219), който има дъщеря Бенедикта Валподе фон дер Нойербург († 1270), омъжена за Герхард фон Рененберг († 1270). Лудвиг II има един незаконен брат Хайнрих, домхер в Кьолн.
Синът му Лудвиг III фон Райхенщайн построява през 1310 – 1320 г. замък Райхенщайн във Вестервалд, през 1332 г. започва да живее там и веднага се нарича „валпод фон Нойербург, господар на Райхенщайн“. Господарите на Райхенщайн умират по мъжка линия през 1511/1529 г. Господството Райхенщайн след това става собственост на графовете на Вид.

## Фамилия
Лудвиг II фон Нойербург се жени за Гертруд фон Изенбург († сл. 1288), дъщеря на Салентин II фон Изенбург († сл. 1297) и Агнес фон Рункел († сл. 1297), дъщеря на Зигфрид IV фон Рункел-Вестербург († 1266) и фон Диц. Те имат един син:
- Лудвиг III фон Райхенщайн († 1342), господар на замък и господството Райхенщайн и Валпод на Нойербург, женен за Анна фон Малберг († сл. 1314)[4]